# Fußball in Pakistan
Der Fußball in Pakistan steht im Schatten der weitaus populäreren Sportarten Cricket und Hockey. Cricket hatte sich in Britisch-Indien bereits auch in der Unterschicht etabliert, als auf dem Subkontinent um 1880 die Entwicklung von Fußball und Rugby begann. Beide Sportarten konnten sich daher gegen das beliebte Cricket nicht durchsetzen. Sehr beliebt ist der Sport hingegen bei den Jugendlichen. Größere Erfolge konnten nur in unbedeutenden Wettbewerben erreicht werden.

## Der pakistanische Fußballverband
Die Pakistan Football Federation (PFF) wurde nach der Unabhängigkeit von Großbritannien am 5. Dezember 1947 in Lahore gegründet. Noch 1947/48 wurde eine Landesmeisterschaft ausgetragen, die von Sindh Red gewonnen wurde.
Das heutige Bangladesch gehörte bis 1971 als Ostpakistan zum Staats- und Verbandsgebiet. Nach der Unabhängigkeit Bangladeschs verlor Pakistan mit Dhaka und Chittagong zwei prägende Fußballhochburgen. Heutige Fußballregionen sind Karatschi und die Provinz Punjab.
In jüngerer Zeit verzeichnet der pakistanische Fußball einen Aufschwung. So wurde 2004 eine landesweite Profiliga eingeführt. 2007 war Lahore Gastgeber des AFC President’s Cup.
Der Nationalverband realisiert momentan verschiedene Jugendprogramme. Eine Akademie für die talentiertesten lokalen U-14-Spieler wurde 2003 in Karachi eröffnet. Trainingslager für U-16-Jährige werden in Lahore und Peshawar abgehalten.

## Pakistanische Nationalmannschaft
Die pakistanische Nationalmannschaft nahm erstmals an der Qualifikation zu Fußball-Weltmeisterschaft 1990 einen Anlauf zur Fußball-Weltmeisterschaft, schied aber bereits in der Qualifikationsvorrunde aus. Auch in den nachfolgenden WM-Turnieren kam der pakistanische Fußball über die Vorrunden der Qualifikation nicht hinaus. Dasselbe Schicksal erteilte die Spieler in Grün auch in der Asienmeisterschaft.
Lediglich mit Finalsiegen gegen Bangladesch (1:0) und die Malediven (2:0) im Fußballturnier der regionalen Südasien-Spiele konnte die Nationalmannschaft Titel einholen.
Die Juniorenauswahl U20 konnte mit dem Gewinn des AFC-U-19-Qualifikationsturniers im Jahr 2000 in Sri Lanka auf sich aufmerksam machen.

## Der pakistanische Vereinsfußball
Unter PFF-Präsident Mahkdoom Syed Faisal Salah Hayatder wurde 2004 erstmals eine landesweite Nationalliga, die Pakistan Premier League (PPL), ins Leben gerufen. Der Wettbewerb, der mit 16 Mannschaften durchgeführt wird, kann aufgrund der Monsunzeit zwischen Juli und Oktober nur eingeschränkt ausgetragen werden.
Ein Pokalwettbewerb findet seit 1990 statt, wurde aber bislang nur unregelmäßig ausgetragen.
Weder im AFC Cup noch in der AFC Champions League konnten pakistanische Mannschaften überzeugen. Lediglich das Erreichen des Halbfinales 2009 beim AFC President’s Cup durch Landesmeister WAPDA F.C. lässt aufhorchen.

## Frauenfußball
Erst seit 2005 wird eine eigene Meisterschaft im Frauenfußball ausgetragen.
Die Deutsche Monika Staab wurde als Verbandstrainerin verpflichtet, um eine Nationalmannschaft zu etablieren. 2012 kam es zu den ersten Länderspielen der Frauenauswahl. In drei Spielen kam es zu zwei Niederlagen und einem Sieg (gegen die Malediven).